# Yoko (nombre)

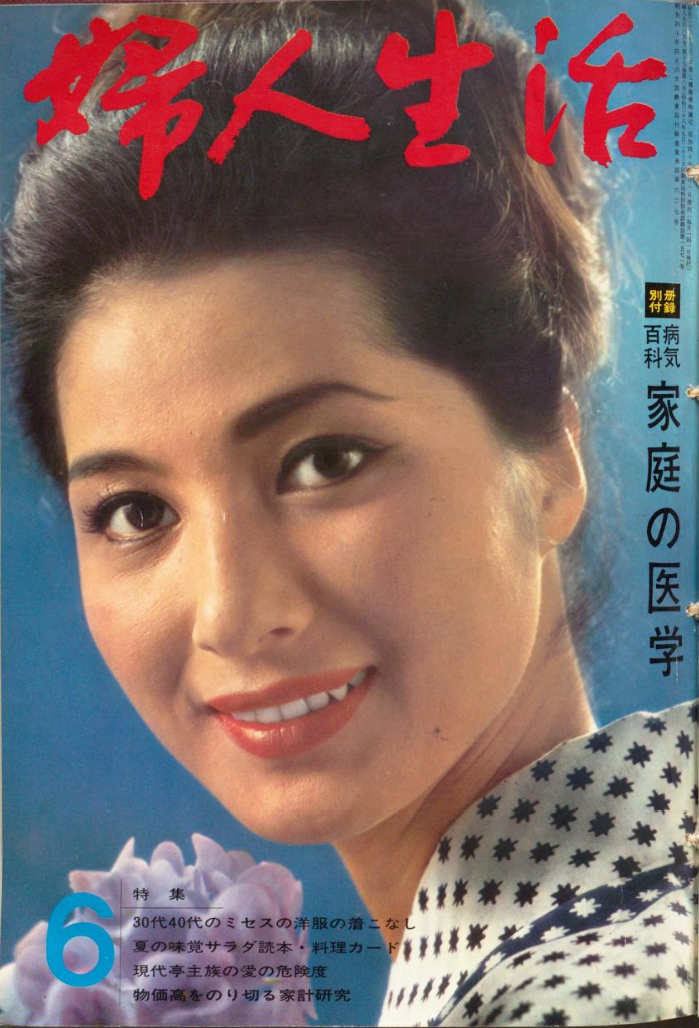
El nombre original de Fujin Seikatsu era Yōko.

Yoko, a veces escrito como Yōko o Yohko es un nombre japonés de mujer y raramente usado para hombres.

## Géneros

### Mujer
Yoko, (Katakana:ヨ ウ コ, Hiragana:よ う こ) es un nombre japonés de mujer. Dependiendo de los caracteres Kanji utilizados para escribirlo puede tener muchos significados diferentes. Algunos de estos significados diferentes incluyen:
- 瑛子:"cristal, niña"
- 陽子: "sol, niña"
- 洋子: "océano, niña"
- 遥子: "hace mucho tiempo, los niños"
- 楊子: "sauce, niña"
- 瑶子: "hermoso, niña"
- 謡子: "noh (palabra japonesa para "habilidad" o "talento"), niña"
- 八子: "ocho, niña"
- 羊子: "ovejas, niña"
- 要子: "vital/necesidad, niña"
- 暢子: "libre, niña"
- 陽子: "soleado, niña"
- 容子: "gloriosa, niña"
- 葉子: "hoja, niña"
- 曜子: "día de la semana, niña"

El nombre Yoko es casi siempre escrito con el kanji 子, ya que es el carácter de la sílaba final  ko , que significa "niño" y es un sufijo que indica que el nombre es de sexo femenino, ya que la sílaba "ko" es rara vez, o nunca, se utiliza en los nombres masculinos.
Las personas famosas que tienen el nombre de "Yoko" incluyen:
- Yoko Akino (暢子, nacida en 1957), la actriz japonesa.
- Yōko Asada (葉子, nacida 1969), actriz de voz japonesa.
- Yōko Hikasa (陽子, nacida 1985), actriz de voz japonesa.
- Yōko Honda (陽子, nacida 1983), actriz de voz japonesa.
- Yōko Honna (陽子 nacida 1979), actriz de voz japonesa.
- Yoko Ishida (燿子, nacida 1973), cantante japonesa.
- Yōko Ishino (ようこ nacida en 1968), actriz y Tarento japonesa.
- Yoko Kamio (葉子, nacida en 1966), artista popular de manga.
- Yoko Kando (漢人, nacida en 1974), el nadadora japonesa de mariposa.
- Yoko Kanno (よう子, nacida en 1964), compositora y tecladista.
- Yoko Kikuchi (nacida en 1981), artista, cantante y compositora estadounidense.
- Yoko Kikuchi (陽子, 1967-1999) cantante ídolo.
- Yoko Koikawa (nacida en 1974), nadadora de espalda japonesa.
- Yoko Kumada (曜子, nacida 1982), ídolo de huecograbado y cantante japonesa.
- Yōko Maki (actriz) (よう子, nacida 1982), actriz japonesa.
- Yōko Maki (mangaka) (ようこ, nacida 1981), artista japonesa de Manga.
- Yoko Matsugane (洋子, nacida 1982), ídolo de huecograbado japonesa.
- Yoko Matsumoto (洋子, nacida en 1942) artista de manga japonesa de  Oscuridad Reúne
- Yoko Matsuyama (容子, nacida en 1937), actriz japonesa.
- Yoko Minamida (洋子, 1933-2009), actriz japonesa.
- Yoko Minamino (陽子, nacida en 1967), actriz y cantante japonesa.
- Yoko Moriguchi (瑤子, nacida en 1966), actriz japonesa.
- Yōko Nagayama (洋子, nacida en 1968), cantante japonesa de enka y actriz.
- Yôko Natsuki (陽子, nacida en 1952), actriz japonesa.
- Yōko Nogiwa (陽子, nacida en 1936), actriz japonesa.
- Yoko Ono (洋子, nacida 1933), músico-artista japonesa y viuda de John Lennon.
- Yoko Sakaue (洋子, nacida en 1968), yudoca japonesa.
- Yoko Shibui (陽子, nacida 1979), corredora de larga distancia japonesa.
- Yoko Shimada (楊子, nacida en 1953), actriz japonesa.
- Yoko Shimomura (陽子, nacida en 1967), compositora y músico japonesa
- Yōko Somi (陽子, nacida en 1965), actriz de voz japonesa.
- Yoko Takahashi (洋子, nacida en 1966), cantante japonesa.
- Yoko Tanabe (陽子, nacida en 1966), yudoca japonesa.
- Yoko Tawada (葉子, nacida en 1960), escritora japonesa.
- Yoko Toyonaga (陽子, nacida en 1977), lanzadora de peso japonesa.
- Yoko Wanibuchi (洋子, nacida en 1972), política japonesa.
- Yoko Watanabe (葉子, 1953-2004), soprano japonesa.
- Yoko Midori (陽子,nacida en 1988), política Mexicana.

### Hombre
Pronunciadas diferente, con dos largas o, Yōkō puede ser un nombre dado a un hombre:
- Yoko Gushiken (具志堅用高, nacido en 1955), boxeador profesional de 1974 a 1981.

## Personajes de Ficción
- Yoko Nakajima, un personaje de Los Doce Reinos.
- Yoko Belnades, un personaje secundario en la serie Castlevania.
- Yoko Herene, un personaje de My-Otome.
- Yoko Kuno, un personaje Todo sobre Lily Chou-Chou.
- Yoko Littner, uno de los personajes principales de Tengen Toppa Gurren Lagann.
- Yoko Machi, un personaje de bokurano.
- Yoko Matsutani, un personaje deLegendz.
- Yohko Mano, el personaje del título deDevil Hunter Yohko.
- Yoko Minato, un personaje de Kamen Rider Gaim.
- Yoko Okino, un personaje secundario en Caso Cerrado.
- Yoko Tsuno, el personaje principal de una serie de cómic creado por el escritor belga Roger Leloup.
- Yoko Suzuki, un personaje de la serie Resident Evil.
- Yoko Usami, un personaje principal en Tokumei Sentai Go-Busters.
- Yoko, un personaje de Inukami!.
- Yoko, un personaje de la película de 2004 The Grudge.
- Yoko, el nombre de nacimiento del personaje principal de la manga Battle Angel Alita.
- El YuYu Hakusho personaje Kurama que se conoce como "Yoko Kurama" cuando se transforma en un demonio zorro; sin embargo, "Yoko" no es un nombre propio en su caso.

- Datos: Q3313340
- Multimedia: Yōko (given name) / Q3313340